# Tim Cahill
Timothy Filiga "Tim" Cahill, född 6 december 1979 i Sydney, är en australisk före detta fotbollsspelare.

## Klubbkarriär
Som artonåring gick Cahill från Sydney United FC till den engelska klubben Millwall FC för att bli professionell spelare. Han debuterade i Millwall den 22 maj 1998 och han spelade därefter sex säsonger i Millwall och var bland annat med och tog dem till final i FA-cupen säsongen 2003/2004.
Efter den säsongen såldes Cahill till toppklubben Everton FC. Han blev redan sin debutsäsong Evertons bäste målskytt. I oktober 2006 nominerades Cahill, som en av 50 fotbollsspelare i Europa till Ballon d'Or. Han är sedan 2009 vice lagkapten i Everton efter Phil Neville.
Cahill är känd för sin målgest där han brukar springa ut till en av hörnflaggorna och boxas med den och att vara en stark huvudspelare.

## Landslagskarriär
Cahill debuterade i Samoas U-17-landslag som fjortonåring (detta var möjligt då hans mor kommer från Samoa). Han gjorde dock endast en match för Samoa. Den 30 mars 2004 debuterade Cahill istället för Australiens landslag i en vänskapsmatch mot Sydafrika. Han deltog i OS 2004 och han var även med och spelade när Australien kvalificerade sig till VM 2006 genom att i en jämn match mot Uruguay vinna på straffar.
I den första gruppspelsmatchen i VM 2006 mot Japan kom Cahill in i andra halvleken och gjorde Australiens första mål någonsin i ett VM-slutspel när han satte 1–1-målet i den 84:e matchminuten. Några minuter senare satte han även 2–1. Han spelade även i de andra två gruppspelsmatcherna mot Brasilien (0–2) och Kroatien (2–2). I åttondelsfinalen mot blivande världsmästarna Italien fick Cahill spela hela matchen där Australien förlorade och åkte ur turneringen.